# Featherstone Rovers Rugby League Football Club
Maillots
Actualités
Les Featherstone Rovers sont un club professionnel anglais de rugby à XIII  basé à Featherstone, dans le Yorkshire de l'Ouest. Il évolue dans la Championship qui est le second échelon du championnat d'Angleterre. Ils ont remporté le championnat d'Angleterre en 1977 et à trois reprises la coupe d'Angleterre appelé la « Challenge Cup » en 1967, 1973 et 1983.
Le club est fondé en 1902 pour intégrer le Northern Rugby Football Union (qui prend le nom plus tard de la « Rugby Football League ») qui est à l'origine directe de la naissance du rugby à XIII en 1895. Il évolue au Post Office Road depuis 1902. Il a connu sa période faste de 1975 à 1978.
Le club n'a jamais pris part à la Super League depuis sa création en 1996, mais aura remporté beaucoup de succès avant la naissance de cette compétition. 
En 2020, il fait parler de lui en disputant un match en Espagne au mois de janvier,  contre la nouvelle équipe de Valence : les Valencia Hurracanes.

## Palmarès
| Championnats d'Angleterre | Coupe d'Angleterre                                                    |
| --- | --------------------------------------------------------------------- |
| - Championnat d'Angleterre (1re division) - Vainqueur (1) : 1977. - Finaliste (1) : 1928. - Championnat d'Angleterre de deuxième division (2e division) - Champion (3) : 1980, 1993 et 2011. - Vice-champion (3) : 1988 et 1998. | - Vainqueur (2) : 1967, 1973 et 1983. - Finaliste (3) : 1952 et 1974. |

## Joueurs notables
Gary Jordan (1941-2018) , ancien joueur mais aussi membre de l’Équipe de Grande-Bretagne de rugby à XIII. Il a passé neuf saisons avec le club et remporta avec lui la Challenge Cup de 1967. Il participa à la victoire de la Grande-Bretagne sur la France en 1964 (34-00) et à la courte défaite contre l'Australie (11-03) en 1967. On peut également citer Deryck Fox, un demi de mêlée formé au club et qui a représenté à treize reprise la Grande-Bretagne dans les années 1980.

### Bilan par saison
| Année       | Année       | Saison régulière Championship                                             | Saison régulière Championship                                             | Saison régulière Championship                                             | Saison régulière Championship                                             | Saison régulière Championship                                             | Saison régulière Championship                                             | Saison régulière Championship                                             | Saison régulière Championship                                             | Phase finale                                                              | Phase finale                                                              | Phase finale                                                              | Phase finale                                                              | Phase finale                                                              | Phase finale                                                              | Phase finale                                                              | Challenge Cup                                                             |
| Année       | Année       | Class.                                                                    | Points                                                                    | MJ                                                                        | V.                                                                        | N.                                                                        | D.                                                                        | Pp.                                                                       | Pc.                                                                       | Perf.                                                                     | MJ                                                                        | V.                                                                        | N.                                                                        | D.                                                                        | Pp.                                                                       | Pc.                                                                       | Performance                                                               |
| Saison 2009 | Saison 2009 | 6e                                                                        | 37                                                                        | 20                                                                        | 12                                                                        | 0                                                                         | 8                                                                         | 619                                                                       | 524                                                                       | Demi-finale                                                               | 3                                                                         | 2                                                                         | 0                                                                         | 1                                                                         | 94                                                                        | 68                                                                        | Huitième de finale                                                        |
| Saison 2010 | Saison 2010 | 1er                                                                       | 56                                                                        | 20                                                                        | 18                                                                        | 0                                                                         | 2                                                                         | 735                                                                       | 334                                                                       | Finaliste                                                                 | 2                                                                         | 1                                                                         | 0                                                                         | 1                                                                         | 68                                                                        | 39                                                                        | Seizième de finale                                                        |
| Saison 2011 | Saison 2011 | 1er                                                                       | 56                                                                        | 20                                                                        | 18                                                                        | 1                                                                         | 1                                                                         | 840                                                                       | 348                                                                       | Vainqueur                                                                 | 2                                                                         | 2                                                                         | 0                                                                         | 0                                                                         | 75                                                                        | 24                                                                        | Huitième de finale                                                        |
| Saison 2012 | Saison 2012 | 1er                                                                       | 47                                                                        | 18                                                                        | 15                                                                        | 1                                                                         | 2                                                                         | 684                                                                       | 354                                                                       | Finaliste                                                                 | 2                                                                         | 1                                                                         | 0                                                                         | 1                                                                         | 48                                                                        | 34                                                                        | Huitième de finale                                                        |
| Saison 2013 | Saison 2013 | 1er                                                                       | 70                                                                        | 26                                                                        | 22                                                                        | 0                                                                         | 4                                                                         | 940                                                                       | 362                                                                       | Demi-finale                                                               | 2                                                                         | 1                                                                         | 0                                                                         | 1                                                                         | 60                                                                        | 47                                                                        | Seizième de finale                                                        |
| Saison 2014 | Saison 2014 | 2e                                                                        | 61                                                                        | 26                                                                        | 18                                                                        | 1                                                                         | 7                                                                         | 871                                                                       | 532                                                                       |                                                                           |                                                                           |                                                                           |                                                                           |                                                                           |                                                                           |                                                                           | Huitième de finale                                                        |
| Saison 2015 | Saison 2015 | 5e                                                                        | 38                                                                        | 30                                                                        | 19                                                                        | 0                                                                         | 11                                                                        | 809                                                                       | 701                                                                       |                                                                           |                                                                           |                                                                           |                                                                           |                                                                           |                                                                           |                                                                           | Huitième de finale                                                        |
| Saison 2016 | Saison 2016 | 4e                                                                        | 30                                                                        | 30                                                                        | 15                                                                        | 0                                                                         | 15                                                                        | 691                                                                       | 697                                                                       |                                                                           |                                                                           |                                                                           |                                                                           |                                                                           |                                                                           |                                                                           | 5e tour                                                                   |
| Saison 2017 | Saison 2017 | 3e                                                                        | 34                                                                        | 30                                                                        | 16                                                                        | 2                                                                         | 12                                                                        | 787                                                                       | 693                                                                       |                                                                           |                                                                           |                                                                           |                                                                           |                                                                           |                                                                           |                                                                           | Quart-de-finale                                                           |
| Saison 2018 | Saison 2018 | 5e                                                                        | 46                                                                        | 30                                                                        | 23                                                                        | 0                                                                         | 7                                                                         | 1040                                                                      | 524                                                                       |                                                                           |                                                                           |                                                                           |                                                                           |                                                                           |                                                                           |                                                                           | Huitième de finale                                                        |
| Saison 2019 | Saison 2019 | 5e                                                                        | 34                                                                        | 27                                                                        | 17                                                                        | 0                                                                         | 10                                                                        | 837                                                                       | 471                                                                       | Finaliste                                                                 | 4                                                                         | 3                                                                         | 0                                                                         | 1                                                                         | 106                                                                       | 58                                                                        | 4e tour                                                                   |
| Saison 2020 | Saison 2020 | Édition annulée et titre non décerné en raison de la pandémie de Covid-19 | Édition annulée et titre non décerné en raison de la pandémie de Covid-19 | Édition annulée et titre non décerné en raison de la pandémie de Covid-19 | Édition annulée et titre non décerné en raison de la pandémie de Covid-19 | Édition annulée et titre non décerné en raison de la pandémie de Covid-19 | Édition annulée et titre non décerné en raison de la pandémie de Covid-19 | Édition annulée et titre non décerné en raison de la pandémie de Covid-19 | Édition annulée et titre non décerné en raison de la pandémie de Covid-19 | Édition annulée et titre non décerné en raison de la pandémie de Covid-19 | Édition annulée et titre non décerné en raison de la pandémie de Covid-19 | Édition annulée et titre non décerné en raison de la pandémie de Covid-19 | Édition annulée et titre non décerné en raison de la pandémie de Covid-19 | Édition annulée et titre non décerné en raison de la pandémie de Covid-19 | Édition annulée et titre non décerné en raison de la pandémie de Covid-19 | Édition annulée et titre non décerné en raison de la pandémie de Covid-19 | Édition annulée et titre non décerné en raison de la pandémie de Covid-19 |
| Saison 2021 | Saison 2021 | 2e                                                                        | 38                                                                        | 21                                                                        | 20                                                                        | 0                                                                         | 1                                                                         | 943                                                                       | 292                                                                       | Finaliste                                                                 | 2                                                                         | 1                                                                         | 0                                                                         | 1                                                                         | 54                                                                        | 44                                                                        | Huitième de finale                                                        |
| Saison 2022 | Saison 2022 | 2e                                                                        | 47                                                                        | 27                                                                        | 23                                                                        | 1                                                                         | 3                                                                         | 1060                                                                      | 468                                                                       | Demi-finale                                                               | 1                                                                         | 0                                                                         | 0                                                                         | 1                                                                         | 28                                                                        | 32                                                                        | Huitième de finale                                                        |
| Saison 2023 | Saison 2023 | 1er                                                                       | 50                                                                        | 27                                                                        | 25                                                                        | 0                                                                         | 2                                                                         | 1079                                                                      | 295                                                                       | Demi-finale                                                               | 1                                                                         | 0                                                                         | 0                                                                         | 1                                                                         | 26                                                                        | 36                                                                        | 3e tour                                                                   |
| Saison 2024 | Saison 2024 | 6e                                                                        | 28                                                                        | 26                                                                        | 14                                                                        | 0                                                                         | 12                                                                        | 622                                                                       | 500                                                                       | 1er tour                                                                  | 1                                                                         | 0                                                                         | 0                                                                         | 1                                                                         | 12                                                                        | 25                                                                        | Huitième de finale                                                        |
| Saison 2025 | Saison 2025 | -                                                                         | -                                                                         | -                                                                         | -                                                                         | -                                                                         | -                                                                         | -                                                                         | -                                                                         |                                                                           | -                                                                         | -                                                                         | -                                                                         | -                                                                         | -                                                                         | -                                                                         | Huitième de finale                                                        |